# Luciano Giménez
Luciano Giménez Alanda (Salta, 18 febbraio 2000) è un calciatore argentino, attaccante dell'Estudiantes (LP).

## Caratteristiche tecniche
Gioca come centravanti.

## Carriera
Giménez è cresciuto nel settore giovanile del Boca Juniors, che lo ha acquistato nel 2016 dal Central Norte (S). Il 13 novembre 2020 ha fatto ritorno al suo primo club in prestito dove ha giocato nel Torneo Federal A. L'8 febbraio 2022 è stato prestato al Chaco For Ever con cui ha trascorso una stagione in Primera B Nacional, segnando 2 gol in 30 partite.
Il 5 gennaio 2023 è stato ceduto in prestito per la terza volta, questa volta al Chacarita Juniors. Al termine della stagione, dove è risultato il giocatore più prolifico della squadra con 13 reti in 33 incontri, il Chacarita ne ha acquistato il 50% dei diritti sportivi.
Il 7 febbraio 2024 è stato acquistato a titolo definitivo dal Cuiabá.

## Statistiche

### Presenze e reti nei club
Statistiche aggiornate al 5 aprile 2025.
| Stagione                 | Squadra                  | Campionato               | Campionato | Campionato | Coppe nazionali | Coppe nazionali | Coppe nazionali | Coppe continentali | Coppe continentali | Coppe continentali | Altre coppe | Altre coppe | Altre coppe | Totale | Totale | Totale |
| Stagione                 | Squadra                  | Comp                     | Pres       | Reti       | Comp            | Pres            | Reti            | Comp               | Pres               | Reti               | Comp        | Pres        | Reti        | Pres   | Reti   |        |
| ------------------------ | ------------------------ | ------------------------ | ---------- | ---------- | --------------- | --------------- | --------------- | ------------------ | ------------------ | ------------------ | ----------- | ----------- | ----------- | ------ | ------ | ------ |
| 2019-2020                | Central Norte (S)        | TFA                      | 7          | 1          | CA              | 0               | 0               | -                  | -                  | -                  | -           | -           | -           | 7      | 1      |        |
| 2021                     | Central Norte (S)        | TFA                      | 19         | 4          | CA              | 0               | 0               | -                  | -                  | -                  | -           | -           | -           | 19     | 4      |        |
| Totale Central Norte (S) | Totale Central Norte (S) | Totale Central Norte (S) | 26         | 5          |                 | 0               | 0               |                    | -                  | -                  |             | -           | -           | 26     | 5      |        |
| 2022                     | Chaco For Ever           | PBN                      | 29         | 2          | CA              | 0               | 0               | -                  | -                  | -                  | -           | -           | -           | 29     | 2      |        |
| 2023                     | Chacarita Juniors        | PBN                      | 33         | 13         | CA              | 1               | 0               | -                  | -                  | -                  | -           | -           | -           | 34     | 13     |        |
| feb.-lug. 2024           | Cuiabá                   | PD/MT+A                  | 5+6        | 1+0        | CB              | 1               | 0               | CS                 | 3                  | 0                  | CV          | 3           | 1           | 18     | 2      |        |
| lug.-dic. 2024           | Estudiantes (LP)         | PD                       | 14         | 0          | CA+CdL          | -               | -               | CL                 | -                  | -                  | SA+TC       | 0+1         | 0           | 15     | 0      |        |
| 2025                     | Estudiantes (LP)         | PD                       | 4          | 1          | CA              | 1               | 0               | CL                 | 0                  | 0                  | -           | -           | -           | 5      | 1      |        |
| Totale Estudiantes (LP)  | Totale Estudiantes (LP)  | Totale Estudiantes (LP)  | 18         | 1          |                 | 1               | 0               |                    | 0                  | 0                  |             | 1           | 0           | 20     | 1      |        |
| Totale carriera          | Totale carriera          | Totale carriera          | 117        | 22         |                 | 3               | 0               |                    | 3                  | 0                  |             | 4           | 1           | 127    | 23     |        |

## Palmarès

### Club

#### Competizioni statali
- Campionato Mato-Grossense: 1

Cuiabá: 2024
- Trofeo de Campeones de la Liga Profesional: 1

Estudiantes: 2024